# Хохловская площадь
Хохло́вская пло́щадь — площадь в Басманном районе Москвы между Покровским и Чистопрудным бульварами к югу от Покровки, известная с XVII века. На юго-запад от неё отходит Хохловский переулок.

## Этимология
Существует две версии происхождения названия. По одной из них оно связано с улицей Маросейкой, где в XVII веке находилось Малороссийское, то есть «хохловское», подворье. Рядом с Малороссийским подворьем находилась слобода, заселённая выходцами из Малороссии, которые в народной речи назывались «хохлами».

## Здания и сооружения
Хохловская площадь представляет собой фрагмент Покровского бульвара и не имеет собственной нумерации домов. В северной части находятся два корпуса гостиницы у Покровских ворот, которая была построена в начале XIX века по личному приказу императора Павла I. Купцы Москвы обратились к государю с просьбой о создании гостиниц, поскольку на тот момент в городе были только постоялые дворы и трактиры. Для новых гостиниц было выбрано место у городских ворот в Белом и Земляном городе.
На востоке площади находится Дом работников НКВД, построенный в 1936 году по проекту архитектора Лазаря Чериковера. Согласно генеральному плану реконструкции 1935 года здание было поставлено с большим отрывом от Бульварного кольца и стало новой «красной линией» для планируемой магистрали в Лефортове и Измайлове.
На западной стороне площади находится доходный дом Оловянишниковых, построенный в 1913 году по проекту архитектора Сергея Воскресенского. В одной из квартир этого дома проживал литовский поэт-символист Юргис Балтрушайтис, который был женат на дочери владельца Марии Оловянишниковой. В советское время здание перепланировали и надстроили два этажа.

## Современность
Долгое время Хохловская площадь служила автостоянкой. В начале 2000-х годов на её месте было решено построить многоуровневую подземную парковку. Во время выемки грунта в 2007 году строители обнаружили фрагмент стены Белого города, являющийся образцом исторической застройки древней Москвы. Стройку заморозили, котлован укрыли навесом и в таком виде площадь была оставлена на три года. В 2010 году департамент культурного наследия дал разрешение на продолжение строительства, но с условием, что застройщик сохранит найденный участок стены и обеспечит к нему свободный доступ. Такие условия оказались неприемлемыми для инвестора и он решил не возобновлять строительство. В таком виде Хохловская площадь простояла ещё шесть лет.
В 2016 году на портале «Активный гражданин» был проведён опрос москвичей на тему будущего Хохловской площади. Две трети респондентов выступили за музеефикацию площади. В 2017 году началось обустройство площади по программе «Моя улица». Пространство бывшего котлована разделили на два яруса. На верхнем, идущем вровень с Покровским бульваром, оборудовали пешеходную зону, установили скамейки, поставили информационные стенды и организовали велопарковку. На нижнем ярусе сделали площадку с открытой исторической каменной кладкой Белогородской стены. Для большей прочности конструкции за площадкой возвели опорную стену из пигментированного бетона, по цвету похожего на настоящий камень. Поверхность этой стены украсили декоративными виноградными лозами. Спуск от верхнего яруса к нижнему выполнили в виде полукруглого амфитеатра глубиной три метра, ступени которого покрыты деревянным настилом. На обоих ярусах, а также между ступеньками амфитеатра, посадили 43 дерева: липы, клёны и сосны. Для отвода воды была установлена специальная система и вмонтированы водоприёмные решётки, а под наружным настилом расположены особые водоудерживающие ячейки, являющиеся ёмкостями для дождевых стоков.
Фрагмент Белогородской стены шириной 4,5 м очистили, покрыли известью, укрепили и законсервировали специальным составом, защищающим от воздействий окружающей среды.

## Фотогалерея
- Вид на Хохловскую площадь и Кремль с колокольни в конце 1870-х гг.
- Фундамент стены Белого города, пробитый металлическими конструкциями. 2007 год
- Фрагмент белокаменного фундамента стены Белого города. 2007 год
- Хохловская площадь. 2018 год